# Liste des comtes de Verdun
Cette page présente la liste des comtes de Verdun.
| Règne            | Nom                                      | Portrait | Autres titres                               | Notes |
| ---------------- | ---------------------------------------- | -------- | ------------------------------------------- | --- |
| ??? - 923        | Ricuin († 923)                           |          |                                             | Marié en secondes noces à Cunégonde de France (893-923), fille d'Ermentrude et d'un père inconnu.                                                                                 |
| 923 - 944        | Otton († 944)                            |          | Duc de Lotharingie                          | Fils du précédent et d'une mère inconnu. |
| 944 - 960        | Raoul († 960/965)                        |          | comte d'Yvois                               | |
| 963 - 998 / 1002 | Godefroid Ier « le Captif » († 998/1002) |          | Comte de Hainaut, de Bidgau et de Methingau | Fils de Gothelon, comte de Bidgau et de Methingau, et d'Oda de Metz. Marié en 963 à Mathilde de Saxe († 1008), fille de Hermann Ier, duc de Saxe, et de Hildegarde de Westerburg. |

En 990, l'Empereur du Saint-Empire Otton III fait de l'évêque de Verdun un prince souverain, lui accordant le pouvoir temporel sur la ville et le droit de nommer les comtes.[réf. souhaitée]
| Règne             | Nom                                               | Portrait | Autres titres                                                                | Notes |
| ----------------- | ------------------------------------------------- | -------- | ---------------------------------------------------------------------------- | --- |
| 998 / 1002 - 1020 | Frédéric († 1022)                                 |          |                                                                              | Fils du précédent. |
| 1022 - 1024       | Hermann († 1029)                                  |          |                                                                              | Frère du précédent. Abdique pour devenir moine. |
| 1024 - 1025       | Louis († 28 septembre 1025)                       |          | Comte de Chiny                                                               | Fils d'Otton Ier, comte de Chiny, et d'une mère inconnue. Reçoit le comté de l'évêque de Verdun Raimbert. Tué par Gothelon Ier de Lotharingie, dernier fils de Godefroid Ier « le Captif », qui donne le comté de Verdun à son fils.               |
| 1025 – 1069       | Godefroy III « le Barbu » (v.997 - 1069)          |          | Duc de Haute-Lotharingie puis de Basse-Lotharingie, marquis d'Anvers         | Fils de Gothelon Ier de Lotharingie et d'une mère inconnue. Marié en premières noces à Doda. Marié en secondes noces en 1053 à Béatrice de Bar († 1076), fille de Frédéric II, duc de Haute-Lotharingie et comte de Bar, et de Mathilde de Souabe. |
| 1069 - 1076       | Godefroy IV « le Bossu » († 27 février 1076)      |          | Duc de Basse-Lotharingie                                                     | Fils du précédent et de Doda. Marié en 1069 à Mathilde de Toscane (1045/1046 - 1115), fille de Boniface III, marquis de Toscane et de Canossa, et de Béatrice de Bar.                                                                              |
| 1076 - 1086       | Mathilde de Toscane (1045/1046 - 24 juillet 1115) |          |                                                                              | Veuve du précédent. |
| 1086 - 1095       | Godefroy de Bouillon (v.1058 - 18 juillet 1100)   |          | Duc de Basse-Lotharingie, avoué du Saint-Sépulcre                            | Fils d'Eustache II, comte de Boulogne, et d'Ide de Boulogne, neveu de Godefroy IV « le Bossu ». Mort sans descendance. |
| 1093 - 1105       | Thierry Ier (v.1045 - 2 janvier 1105)             |          | Comte de Montbéliard, d'Altkirch, de Ferrette et de Bar, seigneur de Mousson | Fils de Louis, comte de Montbéliard, d'Altkirch et de Ferrette, et de Sophie, comtesse de Bar. Marié en 1065 à Ermentrude de Bourgogne (1055 - 1105), fille de Guillaume Ier, comte de Bourgogne, et d'Étiennette de Bourgogne.                    |
| 1105 - 1134       | Renaud Ier « le Borgne » (v.1080 - 10 mars 1149)  |          | Comte de Bar, seigneur de Mousson                                            | Fils du précédent. Marié en 1120 à Gisèle de Vaudémont (1090 - 1141), fille de Gérard Ier, comte de Vaudémont, et d'Hedwige de Dagsbourg. |

En 1134, l'évêque dépose Renaud et rattache le comté de Verdun au domaine épiscopal.[réf. souhaitée]